# Juan 18:38

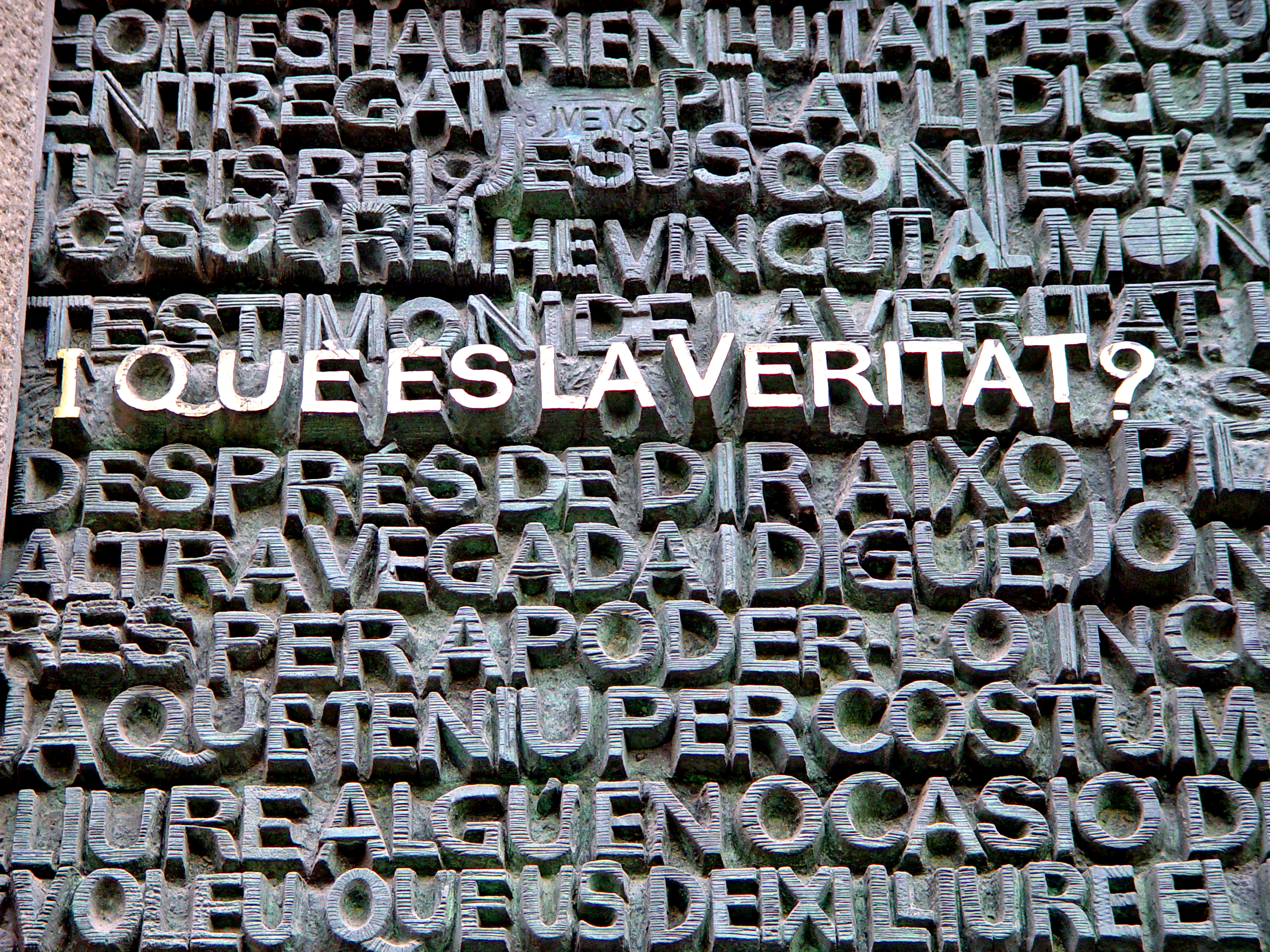
«¿Qué es la verdad?»; inscripción estilizada en catalán a la entrada de la Basílica de la Sagrada Família, Barcelona.

Juan 18,38 es un versículo del Evangelio de Juan, denominado frecuentemente como «Pilato bromeando» y «¿Verdad? ¿Qué es la verdad?», del latín «Quid est veritas?». En él, Poncio Pilato cuestiona la afirmación de Jesús de que él es «testimonio de la verdad» (Juan 18, 37).
A raíz de esta declaración, Pilato proclama a las masas (lit., «los judíos», en referencia a las autoridades judías) que no considera a Jesús culpable de ningún crimen.

## Texto
| SBLGNT (2010) | Nova Vulgata (1979) | Reina-Valera (1960) | Nueva Versión Internacional (2011) |
| --- | --- | --- | --- |
| 37 εἶπεν οὖν αὐτῷ ὁ Πιλᾶτος· Οὐκοῦν βασιλεὺς εἶ σύ; ἀπεκρίθη ὁ Ἰησοῦς· Σὺ λέγεις ὅτι βασιλεύς εἰμι. ἐγὼ εἰς τοῦτο γεγέννημαι καὶ εἰς τοῦτο ἐλήλυθα εἰς τὸν κόσμον ἵνα μαρτυρήσω τῇ ἀληθείᾳ· πᾶς ὁ ὢν ἐκ τῆς ἀληθείας ἀκούει μου τῆς φωνῆς. | 37 Dixit itaque ei Pilatus: « Ergo rex es tu? ». Respondit Iesus: « Tu dicis quia rex sum. Ego in hoc natus sum et ad hoc veni in mundum, ut testimonium perhibeam veritati; omnis, qui est ex veritate, audit meam vocem ». | 37Le dijo entonces Pilato: ¿Luego, eres tú rey? Respondió Jesús: Tú dices que yo soy rey. Yo para esto he nacido, y para esto he venido al mundo, para dar testimonio a la verdad. Todo aquel que es de la verdad, oye mi voz. | 37 —«¡Así que eres rey!» —le dijo Pilato. —«Eres tú quien dice que soy rey. Yo para esto nací, y para esto vine al mundo: para dar testimonio de la verdad. Todo el que está de parte de la verdad escucha mi voz». |
| 38 λέγει αὐτῷ ὁ Πιλᾶτος· Τί ἐστιν ἀλήθεια; Καὶ τοῦτο εἰπὼν πάλιν ἐξῆλθεν πρὸς τοὺς Ἰουδαίους, καὶ λέγει αὐτοῖς· Ἐγὼ οὐδεμίαν εὑρίσκω ἐν αὐτῷ αἰτίαν·                                                                                       | 38 Dicit ei Pilatus: « Quid est veritas? ». Et cum hoc dixisset, iterum exivit ad Iudaeos et dicit eis: « Ego nullam invenio in eo causam ».                                                                                 | 38 Le dijo Pilato: ¿Qué es la verdad? Y cuando hubo dicho esto, salió otra vez a los judíos, y les dijo: Yo no hallo en él ningún delito.                                                                                      | 38 —¿Y qué es la verdad? —preguntó Pilato. Dicho esto, salió otra vez a ver a los judíos. —Yo no encuentro que éste sea culpable de nada —declaró—.                                                                 |

## Análisis

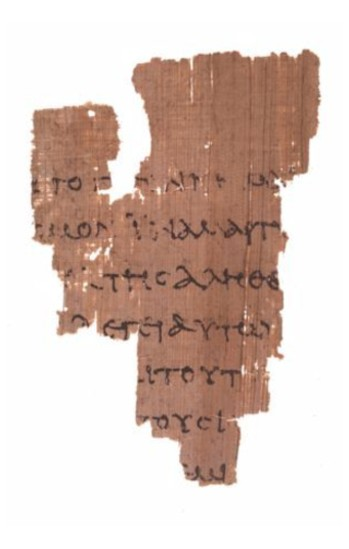
Papiro Biblioteca Rylands ^{52}, el más antiguo papiro confirmado del Nuevo Testamento, con.

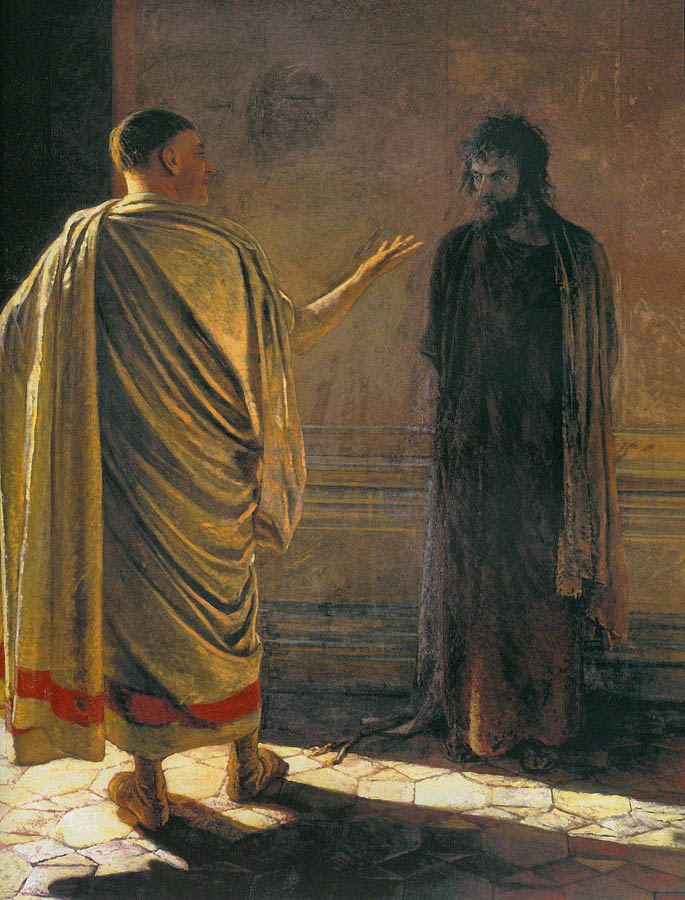
Nikolai Ge (1890). «Cristo y Pilato» (¿Qué es la verdad?).

La intención exacta de Pilato ha sido objeto de debate entre los estudiosos, sin una conclusión firme. Su declaración puede haberse hecho bromeando que el juicio era una burla, o puede haber tenido la intención de reflexionar sobre la posición filosófica de que la verdad es difícil de determinar. La palabra griega traducida como «verdad» en las traducciones al español es «alétheia», que literalmente significa «indisimulada», y connota la sinceridad, además de objetividad y realidad.
Este verso refleja la tradición cristiana de la «inocencia de Jesús» en la corte de Pilato. La inocencia de Jesús es importante en el Evangelio de Juan, ya que enfatiza a Jesús como el Cordero de Dios.
Nótese que Jesús, a pesar de que no responde a la pregunta de Pilato (tal vez porque Pilato «salió otra vez» antes de darle la oportunidad), cree que él sabe la respuesta. Durante su oración en Getsemaní, Jesús le dice a Dios: «Santifícalos en tu verdad: tu palabra es verdad» (Juan 17,17).
Además de la inocencia de Jesús, este verso también refleja el rechazo de la verdad de Dios: Jesús, el testigo de la verdad, es rechazado, ignorado y condenado.